# Christian Julius Wilhelm Mosche

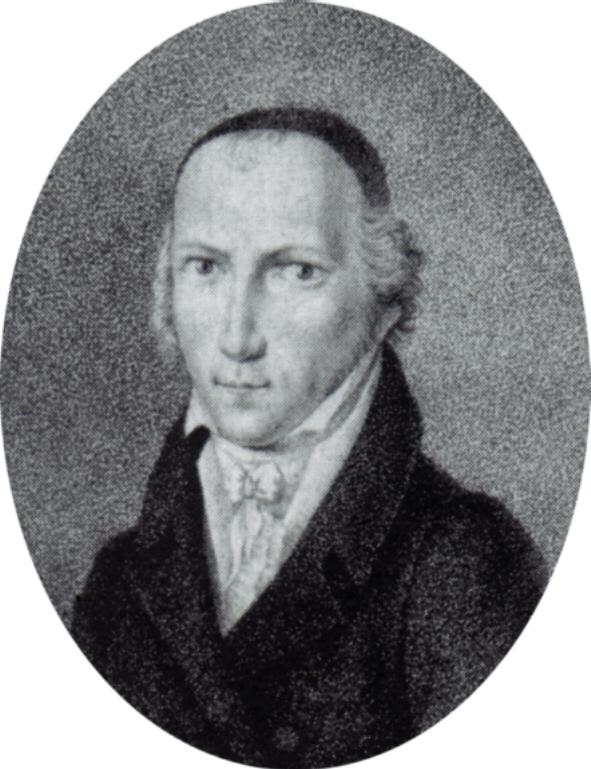
Christian Julius Wilhelm Mosche

Christian Julius Wilhelm Mosche (* 5. November 1768 in Arnstadt; † 19. Dezember 1815 in Lübeck) war ein deutscher Pädagoge und Rektor des Katharineums zu Lübeck während der Lübecker Franzosenzeit. 

## Leben
Mosche war ein Sohn des Arnstädter Superintendenten Gabriel Christoph Benjamin Mosche (1723–1791). Durch die Berufung des Vaters als Senior nach Frankfurt am Main zog die Familie 1773 dorthin um. Er studierte Philologie und Theologie in Jena. Zu seinen besonders geschätzten Lehrern zählten hier der Theologe Johann Jakob Griesbach, der Philosoph Carl Leonhard Reinhold und der Philologe Christian Gottfried Schütz.
Nach dem Magister-Abschluss kehrte Mosche nach Frankfurt zurück und arbeitete zunächst als Hauslehrer. Wilhelm Friedrich Hufnagel, als Senior Nachfolger von Mosches Vater, wurde ihm Mentor und Freund. Er ordinierte ihn 1793 in das Pfarramt und berief ihn zum Pfarrer in Frankfurt-Hausen. Nach nur zwei Jahren gab er dieses Amt auf und wurde im Rahmen von Hufnagels umfassender Schulreform Konrektor und Lehrer für Alte Sprachen am Städtischen Gymnasium in Frankfurt. Er verfasste mehrere Schriften zur Reform des Gymnasiums und führte das neue Fach Naturlehre ein. Auf sein Betreiben hin wurde 1805 Johann Heinrich Moritz Poppe als erster Lehrer für Mathematik und Physik berufen – das erste Kollegiumsmitglied, das kein Altphilologe war. Neben seiner Schultätigkeit gab er auch Privatunterricht, unter anderem für Karoline von Günderrode.
1806 nahm er den Ruf nach Lübeck an und wurde als Nachfolger des 1804 verstorbenen Friedrich Daniel Behn Rektor des Katharineums. Er setzte die von Behn begonnenen Reformen der Umwandlung der Anstalt von einer Gelehrtenschule alten Stils hin zu Gymnasium und Bürgerschule fort und schuf einen neuen Lehrplan, der die naturwissenschaftlichen Fächer (Realien) mit dem Unterricht in den Alten Sprachen verband. Seine Ansichten von der rechten Erlernung der lateinischen Sprache selbst für Nicht-Gelehrte legt er in mehreren Schulprogamm-Abhandlungen über den Unterricht im Lateinischen in unserer Bürgerschule dar. Erstmals wurden ab September 1806 Lehrerkonferenzen eingeführt, ebenso wenig später Klassenbücher. Mosche war der erste, der den Titel Direktor statt wie bisher Rektor führte.
Kurz nach seinem Amtsantritt fiel es Mosche zu, die Schule durch die Schwierigkeiten der französischen Besatzung hindurchzubringen. Die Räume des Katharineums wurden ebenso wie die benachbarte Katharinenkirche als Lazarett requiriert. Mosche hielt, ebenso wie andere Lehrer, Unterricht in seiner Privatwohnung, bis es ihm gelang, die Schulräume zurückzuerhalten. 
Als 1811 mit der Eingliederung Lübecks in das französische Kaiserreich Französischunterricht Pflicht wurde, setzte er sich selbst als Vorbild mit in die Klasse. Die französischen Inspektoren Georges Cuvier und François Noël lobten denn auch Mosches erleuchteten Eifer, der das Katharineum mit fast 300 Schülern, darunter vielen adligen Söhnen aus Holstein und Mecklenburg zum größten collège der drei Hansestädte hatte werden lassen. Ein Teil seines Kollegiums war durchaus kritischer gegenüber der französischen Besatzungsmacht eingestellt, wobei sich besonders die Lehrer Heinrich Kunhardt (Mosches späterer Biograph) und Friedrich Wilhelm Herrmann hervortaten, die wie Kunhardt schrieb 'heisse Gefühle für Ehre und Vaterland hatten laut werden lassen. Hermann publizierte verschiedene Aufrufe zur Befreiung. Als im März 1813 die Franzosen aus der Stadt abgerückt waren, hielt er die große öffentliche Ansprache an die zur Hanseatischen Legion hinausziehenden Freiwilligen, Kunhardt und Mosche dichteten Abschiedsgesänge an die Kämpfer. Als die Franzosen dann noch einmal für einige Monate (Juni–Dezember 1813) nach Lübeck zurückkehrten, flüchtete Herrmann nach Mecklenburg. 
Mosche, der der Gesellschaft zur Beförderung gemeinnütziger Tätigkeit angehörte und sich häufig an ihren Vorträgen beteiligt hatte, starb mit 47 Jahren an einer Lungenkrankheit, die er nach Auskunft seines Biographen schon aus Frankfurt mitgebracht hatte und die sich durch die Anstrengungen der Besatzungszeit verschlechtert hatte.

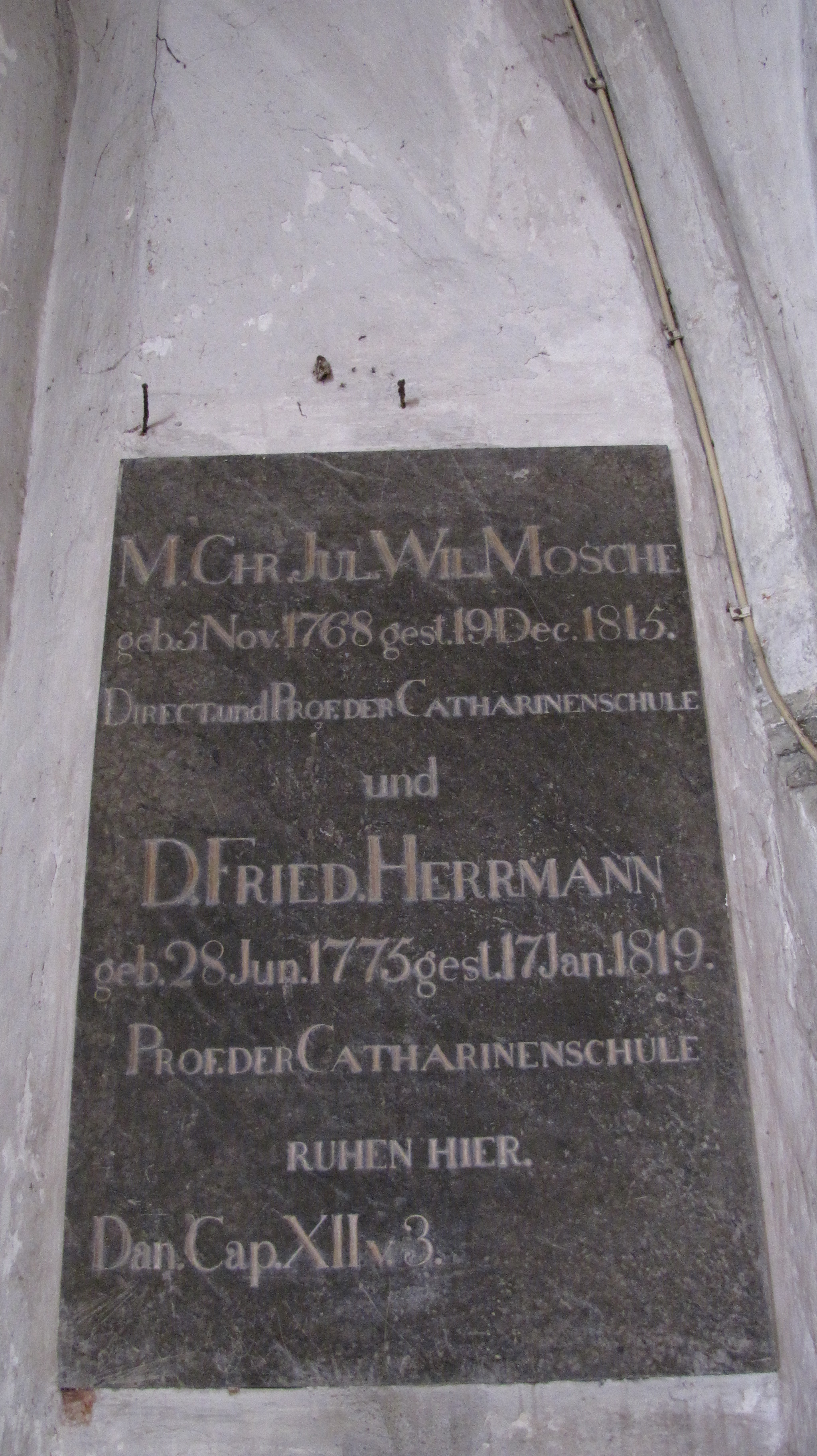
Grabstein für Mosche und Herrmann in St. Katharinen

Seine Beisetzung war eine der letzten in der Katharinenkirche vor dem endgültigen Verbot der Bestattung in den Kirchen. In den zweiten südlichen Zwischenpfeiler des Unterchores der Katharinenkirche wurde eine schwarze Marmortafel eingelassen (die letzte Grabplatte der Kirche), die an ihn und an den ebenfalls hier beigesetzten Lehrer Friedrich Herrmann († 1819) erinnert.
Sein Sohn Karl Mosche (1796–1856) wurde Musiklehrer am Katharineum und gehörte zu den ersten, die Gedichte Emanuel Geibels vertonten.

## Schriften (Auswahl)
- Gabriel Christoph Benjamin Mosches ... Character und Schriften. Mit einer Vorrede von Wilhelm Friedrich Hufnagel. Frankfurt 1792 (Digitalisat)
- Animadversionum in Xenophontis Oeconomicum specimen. Francofurti ad Moenum: Fleischer 1793
- Ueber Schuldisciplin in Gymnasien: besonders in Rücksicht auf den Geist unsers Zeitalters. Frankfurt a. M. : Schnackenburg, 1803–1804
- Ueber den Unterricht im Lateinischen. in unserer Bürgerschule.

Abth. 1, Lübeck: Römhild 1807 (Erste Nachricht von dem Gymnasium und der Bürgerschule zu St. Katharinen)
Abth. 2, Lübeck: Römhild 1808 (Zweite Nachricht von dem Gymnasium und der Bürgerschule zu St. Katharinen.)
- Bemerkungen über die Bestimmung und den Umfang unserer Schule. Lübeck 1815 (Neunte Nachricht von dem Gymnasium und der Bürgerschule zu St. Catharinen)
- (posthum): M. Christian Wilhelm Julius Mosche's ausgewählte deutsche Aufsätze und Reden, nebst dessen Leben und Charakter. Hrsg. von Friedrich Christian Matthiä und Nikolaus Gottfried Eichhoff. Frankfurt a. M.: Hermann, 1821 (Digitalisat)